# Loch Glass
Loch Glass ist ein Süßwassersee in der schottischen Council Area Highland beziehungsweise der traditionellen Grafschaft Ross-shire.

## Geographie
Der See liegt in einer weitgehend unbesiedelten Region rund neun Kilometer nordwestlich von Evanton und elf Kilometer nördlich von Dingwall vor der Ostflanke des Ben Wyvis’. Der 738 Meter hohe Meall Mor trennt Loch Glass von dem drei Kilometer nördlich liegenden Loch Morie, das eine vergleichbare Größe aufweist. Nahe seinem Nordostufer wurde 1997 die erste Stufe der Novar Wind Farm eröffnet. Die denkmalgeschützte Villa Wyvis Lodge befindet sich am Westufer.

## Beschreibung
Der langgezogene, schmale See liegt auf einer Höhe von 215 Metern über dem Meeresspiegel. Loch Glass weist eine gebogene Form auf und verjüngt sich sukzessive zum Abfluss nach Südosten. Er besitzt eine Länge von 6,1 Kilometern bei einer maximalen Breite von einem Kilometer, woraus ein Uferumfang von 14 Kilometern sowie eine Fläche von 482 Hektar resultieren. Trotz seiner geringen Ausmaße weist der See eine beachtliche Tiefe von 111,3 Metern bei einer mittleren Tiefe von 48,5 Metern auf.
Am Westufer speist ein Bergbach als Hauptzufluss das Volumen von 233.674.116 Kubikmetern. Das Einzugsgebiet von Loch Glass beträgt 6783 Hektar. Dort dominieren Moor- und Heidelandschaften. Er entwässert über den Fluss Glass, der bei Evanton in den Cromarty Firth mündet.
Im späten 19. Jahrhundert wurden die reichen Forellenbestände Loch Glass’ beschrieben.